# Football Club Honka 2010
Questa voce raccoglie le informazioni riguardanti il Football Club Honka nelle competizioni ufficiali della stagione 2010.

## Stagione
Nella stagione 2010 l'Honka ha disputato la Veikkausliiga, massima serie del campionato finlandese di calcio, terminando il torneo al quarto posto con 41 punti conquistati in 26 giornate, frutto di 12 vittorie, 5 pareggi e 9 sconfitte. Grazie a questo piazzamento, l'Honka si è qualificato al primo turno della UEFA Europa League 2011-2012. In Suomen Cup è stato eliminato al sesto turno dall'HJK. In Liigacup ha vinto il trofeo, sconfiggendo in finale l'HJK dopo i tiri di rigore.

## Rosa
| N. |                      | Ruolo | Calciatore         |
| -- | -------------------- | ----- | ------------------ |
| 1  | Finlandia (bandiera) | P     | Tuomas Peltonen    |
| 2  | Finlandia (bandiera) | D     | Sampo Koskinen     |
| 3  | Finlandia (bandiera) | D     | Roope Heilala      |
| 5  | Finlandia (bandiera) | D     | Henri Aalto        |
| 6  | Finlandia (bandiera) | A     | Hermanni Vuorinen  |
| 7  | Finlandia (bandiera) | A     | John Weckström     |
| 8  | Finlandia (bandiera) | A     | Markus Paatelainen |
| 10 | Finlandia (bandiera) | A     | Jami Puustinen     |
| 11 | Finlandia (bandiera) | D     | Hannu Haarala      |
| 12 | Finlandia (bandiera) | P     | Janne Henriksson   |
| 13 | Finlandia (bandiera) | D     | Ville Koskimaa     |
| 14 | Finlandia (bandiera) | C     | Jussi Vasara       |

| N. |                      | Ruolo | Calciatore      |
| -- | -------------------- | ----- | --------------- |
| 15 | Finlandia (bandiera) | A     | Aleksandr Kokko |
| 17 | Gambia (bandiera)    | C     | Demba Savage    |
| 18 | Finlandia (bandiera) | A     | Tim Väyrynen    |
| 19 | Finlandia (bandiera) | C     | Rami Hakanpää   |
| 20 | Finlandia (bandiera) | C     | Nicholas Otaru  |
| 25 | Finlandia (bandiera) | D     | Tapio Heikkilä  |
| 26 | Finlandia (bandiera) | C     | Jaakko Lepola   |
| 27 | Finlandia (bandiera) | C     | Konsta Rasimus  |
| 28 | Finlandia (bandiera) | C     | Rasmus Schüller |
| 29 | Finlandia (bandiera) | C     | Juuso Simpanen  |
| 92 | Finlandia (bandiera) | P     | Jere Pyhäranta  |

### Staff tecnico
| Allenatore: | Mika Lehkosuo |

## Statistiche

### Statistiche di squadra
| Competizione  | Punti | In casa | In casa | In casa | In casa | In casa | In casa | In trasferta | In trasferta | In trasferta | In trasferta | In trasferta | In trasferta | Totale | Totale | Totale | Totale | Totale | Totale | DR  |
| Competizione  | Punti | G       | V       | N       | P       | Gf      | Gs      | G            | V            | N            | P            | Gf           | Gs           | G      | V      | N      | P      | Gf     | Gs     | DR  |
| ------------- | ----- | ------- | ------- | ------- | ------- | ------- | ------- | ------------ | ------------ | ------------ | ------------ | ------------ | ------------ | ------ | ------ | ------ | ------ | ------ | ------ | --- |
| Veikkausliiga | 41    | 13      | 7       | 2       | 4       | 26      | 18      | 13           | 5            | 3            | 5            | 16           | 16           | 26     | 12     | 5      | 9      | 42     | 34     | +8  |
| Suomen Cup    | -     | -       | -       | -       | -       | -       | -       | 2            | 1            | 0            | 1            | 1            | 3            | 2      | 1      | 0      | 1      | 1      | 3      | -2  |
| Liigacup      | -     | 4       | 3       | 1       | 0       | 11      | 5       | 4            | 0            | 3            | 1            | 2            | 3            | 9      | 3      | 5      | 1      | 13     | 8      | +5  |
| Totale        | -     | 17      | 10      | 3       | 4       | 37      | 23      | 19           | 6            | 6            | 7            | 19           | 22           | 37     | 16     | 10     | 11     | 56     | 45     | +11 |